# Milchkasten

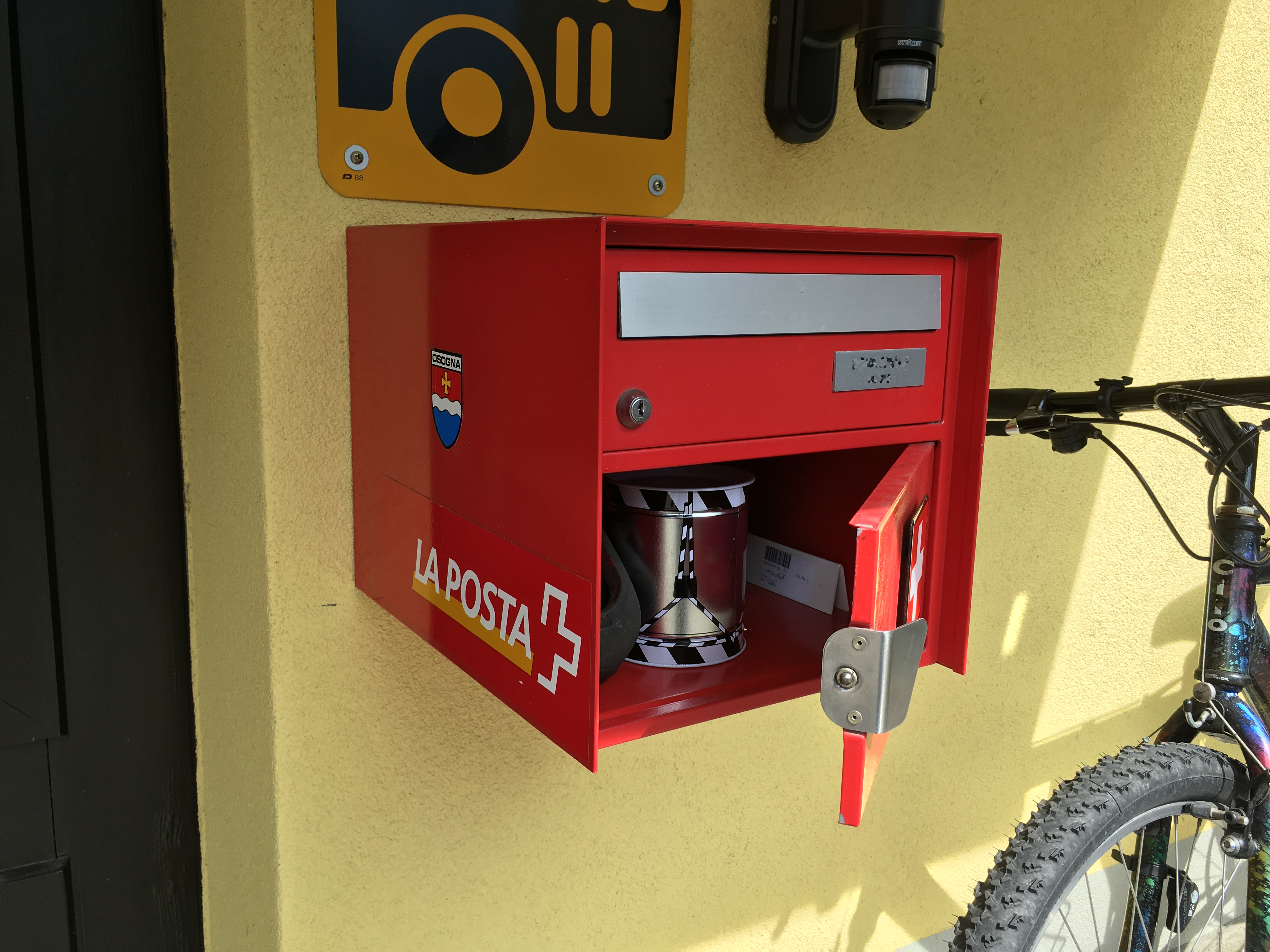
Privater Briefkasten mit geöffnetem Milchkasten im Kanton Tessin

Unter Milchkasten (mündlich im Schweizerdeutschen auch häufig mit Diminutiv verwendet: «Milchkästli» bzw. «Milchchäschtli») wird in der Schweiz ein zusätzliches Fach des persönlichen Briefkastens verstanden. Das Fach ist grösser als dasjenige des Briefkastens selbst und frei zugänglich (d. h. nicht mit einem Schloss versehen). Daneben gibt es – insbesondere bei Mehrfamilienhäusern – auch abgeschlossene Paketboxen für die Ablage grösserer Pakete.
Früher (und heute noch in Basel) deponierte der Milchmann die bestellte Milch in diesem Fach. Heute wird der Milchkasten hauptsächlich dazu verwendet, um kleinere Gegenstände bei Abwesenheit einer Person zu hinterlassen. Die Schweizerische Post stellt dickere Briefe und kleine Pakete durch Ablage im Milchkasten zu.
Im offiziellen Sprachgebrauch der Schweizerischen Post wird der Milchkasten als Ablagefach und Ablagekasten bezeichnet.